# Chymus
Chymus, chym (gr. chymós, sok) – papka (półpłynna masa) pokarmowa przechodząca z żołądka (przez odźwiernik) do dwunastnicy, powstała w wyniku działania soków trawiennych. Innymi słowy, jest to częściowo strawiona żywność.
Ma odczyn kwasowy (pH równe 2), gdyż zawiera kwas solny.